# Сербія на літніх Олімпійських іграх 2016
Сербія на літніх Олімпійських іграх 2016 була представлена 103 спортсменами в 14 видах спорту.

## Медалісти
| Медалі | Спортсмени | Вид спорту                      | Дисципліна                              | Дата      |
| ------ | --- | ------------------------------- | --------------------------------------- | --------- |
| Золото | Давор Штефанек | Боротьба                        | греко-римська, до 66 кг (чоловіки)      | 16 серпня |
| Золото | Збірна Сербії з водного поло Гойко Пієтлович Душан Мандич Живко Гоцич Сава Ранджелович Мілош Чук Душко Пієтлович Слободан Нікич Мілан Алексич Нікола Якшич Філіп Філіпович Андрія Прлайнович Стефан Митрович Бранислав Митрович                   | Водне поло                      | чоловічий турнір                        | 20 серпня |
| Срібло | Тіяна Богданович | Тхеквондо                       | до 49 кг (жінки)                        | 17 серпня |
| Срібло | Марко Томичевич Миленко Зорич | Веслування на байдарках і каное | байдарки-двійки, 1000 метрів (чоловіки) | 18 серпня |
| Срібло | Жіноча збірна Сербії з волейболу Б'янка Буша Йована Бракочевич Бояна Живкович Тіяна Малешевич Бранкиця Михайлович Майя Огнєнович (капітан) Стефана Велькович Єлена Ніколич Йована Стеванович Мілена Рашич Сильвія Попович (ліберо) Тіяна Бошкович | Волейбол                        | жіночий турнір                          | 20 серпня |
| Срібло | Збірна Сербії з баскетболу Мілош Теодосич Марко Сімонович Богдан Богданович Стефан Маркович Никола Калинич Неманья Недович Стефан Бірчевич Мірослав Радульїца Нікола Йокич Владимир Штимац Стефан Йович Мілан Мачван                              | Баскетбол                       | чоловічий турнір                        | 20 серпня |
| Бронза | Івана Шпанович | Легка атлетика                  | стрибки в довжину (жінки)               | 17 серпня |
| Бронза | Жіноча збірна Сербії з баскетболу Тамара Радочай Соня Петрович Саша Чаджо Сара Крнич Невена Йованович Єлена Милованович Даяна Бутулія Александра Црвендакич Драгана Станкович Міліца Дабович Ана Дабович Даніель Пейдж                            | Баскетбол                       | жіночий турнір                          | 20 серпня |

## Спортсмени
| Дисципліна                      | Чоловіки | Жінки | Разом |
| ------------------------------- | -------- | ----- | ----- |
| Легка атлетика                  | 7        | 6     | 13    |
| Баскетбол                       | 12       | 12    | 24    |
| Веслування на байдарках і каное | 6        | 4     | 10    |
| Велоспорт                       | 1        | 1     | 2     |
| Дзюдо                           | 1        | 0     | 1     |
| Академічне веслування           | 4        | 0     | 4     |
| Стрільба                        | 5        | 4     | 9     |
| Плавання                        | 2        | 2     | 4     |
| Настільний теніс                | 1        | 0     | 1     |
| Тхеквондо                       | 0        | 2     | 2     |
| Теніс                           | 3        | 3     | 6     |
| Волейбол                        | 0        | 12    | 12    |
| Водне поло                      | 13       | 0     | 13    |
| Боротьба                        | 3        | 0     | 3     |
| Разом                           | 58       | 46    | 104   |

## Легка атлетика
Легенда
- Note – для трекових дисциплін місце вказане лише для забігу, в якому взяв участь спортсмен
- Q = пройшов у наступне коло напряму
- q = пройшов у наступне коло за добором (для трекових дисциплін - найшвидші часи серед тих, хто не пройшов напряму; для технічних дисциплін - увійшов до визначеної кількості фіналістів за місцем якщо напряму пройшло менше спортсменів, ніж визначена кількість)
- NR = Національний рекорд
- N/A = Коло відсутнє у цій дисципліні
- Bye = спортсменові не потрібно змагатися у цьому колі

Трекові і шосейні дисципліни
Чоловіки
| Спортсмен          | Дисципліна        | Попередній забіг | Попередній забіг | Півфінал        | Півфінал        | Фінал           | Фінал           |
| Спортсмен          | Дисципліна        | Результат        | Місце            | Результат       | Місце           | Результат       | Місце           |
| ------------------ | ----------------- | ---------------- | ---------------- | --------------- | --------------- | --------------- | --------------- |
| Мілан Ристич       | 110 м з бар'єрами | 13.66            | 6                | Завершив виступ | Завершив виступ | Завершив виступ | Завершив виступ |
| Anđelko Rističević | Марафон           | Н/Д              | Н/Д              | Н/Д             | Н/Д             | 2:30:17         | 119             |
| Ненад Філіпович    | ходьба на 50 км   | Н/Д              | Н/Д              | Н/Д             | Н/Д             | 4:25:41         | 46              |
| Предраг Філіпович  | ходьба на 50 км   | Н/Д              | Н/Д              | Н/Д             | Н/Д             | 4:39:48         | 49              |
| Владимир Саванович | ходьба на 50 км   | Н/Д              | Н/Д              | Н/Д             | Н/Д             | 4:15:53         | 42              |

Жінки
| Спортсменка    | Дисципліна | Попередній забіг | Попередній забіг | Півфінал         | Півфінал         | Фінал            | Фінал            |
| Спортсменка    | Дисципліна | Результат        | Місце            | Результат        | Місце            | Результат        | Місце            |
| -------------- | ---------- | ---------------- | ---------------- | ---------------- | ---------------- | ---------------- | ---------------- |
| Тамара Салашкі | 400 м      | 52.70            | 3                | Завершила виступ | Завершила виступ | Завершила виступ | Завершила виступ |
| Амела Терзіч   | 800 м      | 2:00.99          | 2 Q              | 2:03.81          | 7                | Завершила виступ | Завершила виступ |
| Амела Терзіч   | 1500 м     | 4:15.17          | 10               | Завершила виступ | Завершила виступ | Завершила виступ | Завершила виступ |
| Олівера Євтіч  | Марафон    | Н/Д              | Н/Д              | Н/Д              | Н/Д              | DNF              | DNF              |

Технічні дисципліни
| Спортсмен         | Дисципліна                | Кваліфікація       | Кваліфікація | Фінал              | Фінал            |
| Спортсмен         | Дисципліна                | Результат у метрах | Місце        | Результат у метрах | Місце            |
| ----------------- | ------------------------- | ------------------ | ------------ | ------------------ | ---------------- |
| Асмір Колашінац   | штовхання ядра (чоловіки) | 20.16              | 15           | Завершив виступ    | Завершив виступ  |
| Івана Шпанович    | стрибки в довжину (жінки) | 6.87               | 1 Q          | 7.08 NR            | 3                |
| Драгана Томашевич | метання диска (жінки)     | 57.67              | 19           | Завершила виступ   | Завершила виступ |

Комбіновані дисципліни – десятиборство (чоловіки)
| Спортсмен    | Дисципліна | 100 m | СД   | ШЯ    | СВ   | 400 m | 110Б  | МД    | СЖ   | МС  | 1500 m | Final | Місце |
| ------------ | ---------- | ----- | ---- | ----- | ---- | ----- | ----- | ----- | ---- | --- | ------ | ----- | ----- |
| Михаїл Дудаш | Результат  | 10.83 | 7.29 | 14.23 | 2.04 | 49.13 | 14.65 | 43.27 | 4.60 | DNS | —      | DNF   | DNF   |
| Михаїл Дудаш | Очки       | 899   | 883  | 742   | 840  | 855   | 892   | 731   | 790  | —   | —      | DNF   | DNF   |

## Баскетбол

### Чоловічий турнір

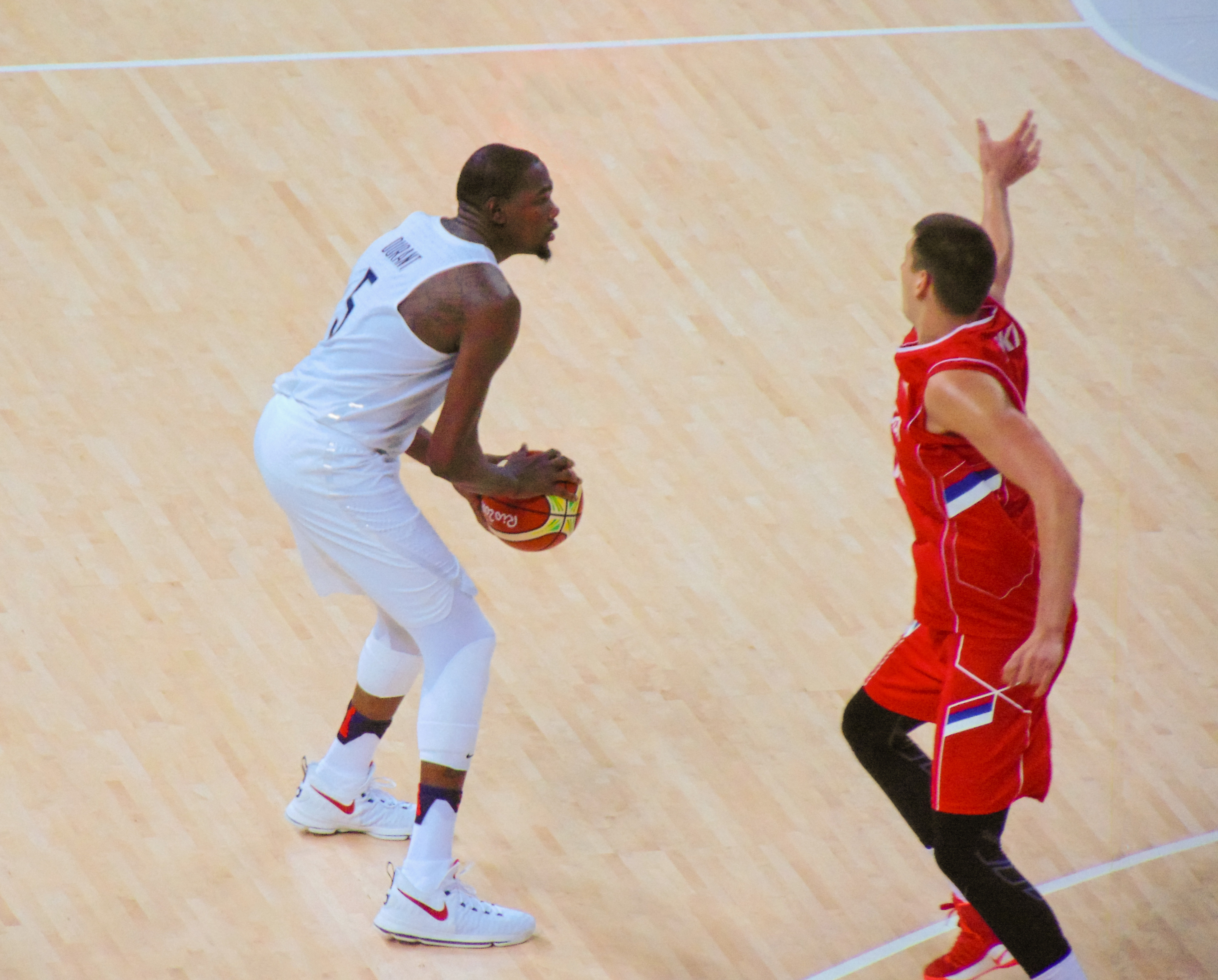
Нікола Джокич і Кевін Дюрант під час гри групового етапу проти збірної США

Склад команди
Нижче наведено склад збірної Сербії в турнірі з баскетболу на літніх Олімпійських іграх 2016.
Груповий етап
| Команда   | І | В | П | З   | П   | РМ   | О  |
| --------- | - | - | - | --- | --- | ---- | -- |
| США       | 5 | 5 | 0 | 524 | 407 | +117 | 10 |
| Австралія | 5 | 4 | 1 | 444 | 368 | +76  | 9  |
| Франція   | 5 | 3 | 2 | 423 | 378 | +45  | 8  |
| Сербія    | 5 | 2 | 3 | 426 | 387 | +39  | 7  |
| Венесуела | 5 | 1 | 4 | 315 | 444 | -129 | 6  |
| КНР       | 5 | 0 | 5 | 318 | 466 | −148 | 5  |

| 6 серпня 2016 22:30 | Протокол | Венесуела                                         | 62–86 | Сербія                                             |  | Арена Каріока 1, Ріо-де-Жанейро Глядачів: 5063 |
| 6 серпня 2016 22:30 | Протокол | Рахунок за чвертями: 14–18, 9–26, 18–24, 21–18    |       |                                                    |  | Арена Каріока 1, Ріо-де-Жанейро Глядачів: 5063 |
| 6 серпня 2016 22:30 | Протокол | Очки: Еченіке 12 Підб.: Колменарес 6 РП: Варгас 5 |       | Очки: Богданович 19 Підб.: Штимаць 9 РП: Недович 4 |  | Арена Каріока 1, Ріо-де-Жанейро Глядачів: 5063 |

| 8 серпня 2016 14:15 | Протокол | Сербія                                                | 80–95 | Австралія                                         |  | Арена Каріока 1, Ріо-де-Жанейро Глядачів: 5409 |
| 8 серпня 2016 14:15 | Протокол | Рахунок за чвертями: 23-26, 20-14, 20-22, 17-33       |       |                                                   |  | Арена Каріока 1, Ріо-де-Жанейро Глядачів: 5409 |
| 8 серпня 2016 14:15 | Протокол | Очки: Радульйца 25 Підб.: Богданович 8 РП: Маркович 4 |       | Очки: Міллс 26 Підб.: Богут 12 РП: Деллаведова 13 |  | Арена Каріока 1, Ріо-де-Жанейро Глядачів: 5409 |

| 10 серпня 2016 14:15 | Протокол | Сербія                                           | 75–76 | Франція                                   |  | Арена Каріока 1, Ріо-де-Жанейро Глядачів: 6901 |
| 10 серпня 2016 14:15 | Протокол | Рахунок за чвертями: 17–26, 19–14, 24–17, 15–19  |       |                                           |  | Арена Каріока 1, Ріо-де-Жанейро Глядачів: 6901 |
| 10 серпня 2016 14:15 | Протокол | Очки: Радульйца 16 Підб.: Йокич 7 РП: Теодосич 9 |       | Очки: Де Коло 22 Підб.: Діао 9 РП: Діао 9 |  | Арена Каріока 1, Ріо-де-Жанейро Глядачів: 6901 |

| 12 серпня 2016 19:00 | Протокол | США                                                  | 94–91 | Сербія                                       |  | Арена Каріока 1, Ріо-де-Жанейро Глядачів: 11413 |
| 12 серпня 2016 19:00 | Протокол | Рахунок за чвертями: 27–15, 23–26, 22–21, 22–29      |       |                                              |  | Арена Каріока 1, Ріо-де-Жанейро Глядачів: 11413 |
| 12 серпня 2016 19:00 | Протокол | Очки: Ірвінг 15 Підб.: Джордж 9 РП: Ірвінг, Казінс 5 |       | Очки: Йокич 25 Підб.: Йокич 6 РП: Теодосич 6 |  | Арена Каріока 1, Ріо-де-Жанейро Глядачів: 11413 |

| 14 серпня 2016 22:30 | Протокол | Сербія                                                      | 94–60 | КНР                                                |  | Арена Каріока 1, Ріо-де-Жанейро Глядачів: 7367 |
| 14 серпня 2016 22:30 | Протокол | Рахунок за чвертями: 24–18, 19–10, 35–15, 16–17             |       |                                                    |  | Арена Каріока 1, Ріо-де-Жанейро Глядачів: 7367 |
| 14 серпня 2016 22:30 | Протокол | Очки: Богданович 19 Підб.: Йокич 7 РП: Маркович, Теодосич 5 |       | Очки: Ї Цзяньлянь 20 Підб.: Ван Чжелінь 8 РП: Го 8 |  | Арена Каріока 1, Ріо-де-Жанейро Глядачів: 7367 |

Чвертьфінал
| 17 серпня 2016 22:15 | Протокол | Хорватія                                               | 83–86 | Сербія                                                          |  | Молодіжна арена Глядачів: 9 027 |
| 17 серпня 2016 22:15 | Протокол | Рахунок за чвертями: 19–20, 19–12, 14–34, 31–20        |       |                                                                 |  | Молодіжна арена Глядачів: 9 027 |
| 17 серпня 2016 22:15 | Протокол | Очки: Боян Богданович 28 Підб.: Планінич 9 РП: Симон 5 |       | Очки: Богдан Богданович 18 Підб.: 3 гравці по 4 РП: Теодосич 10 |  | Молодіжна арена Глядачів: 9 027 |

Півфінал
| 19 серпня 2016 19:00 | Протокол | Австралія                                           | 61–87 | Сербія                                           |  | Молодіжна арена Глядачів: 9 655 |
| 19 серпня 2016 19:00 | Протокол | Рахунок за чвертями: 5–16, 9–19, 24–31, 23–21       |       |                                                  |  | Молодіжна арена Глядачів: 9 655 |
| 19 серпня 2016 19:00 | Протокол | Очки: Міллс, Мотум 13 Підб.: Бейнс 8 РП: Брокгофф 4 |       | Очки: Теодосич 22 Підб.: Йокич 11 РП: Теодосич 5 |  | Молодіжна арена Глядачів: 9 655 |

Гонка за золоту медаль
| 21 серпня 2016 15:45 | Протокол | Сербія                                            | 66–96 | США                                          |  | Молодіжна арена Глядачів: 10 658 |
| 21 серпня 2016 15:45 | Протокол | Рахунок за чвертями: 15–19, 14–33, 14–27, 23–17   |       |                                              |  | Молодіжна арена Глядачів: 10 658 |
| 21 серпня 2016 15:45 | Протокол | Очки: Недович 14 Підб.: Йокич 4 РП: 3 гравці по 3 |       | Очки: Дюрант 30 Підб.: Казінс 15 РП: Лоурі 5 |  | Молодіжна арена Глядачів: 10 658 |

### Жіночий турнір
Склад команди
Нижче наведено склад збірної Сербії в турнірі з баскетболу на літніх Олімпійських іграх 2016.
Груповий етап
| Команда | І | В | П | З   | П   | РМ   | О  |
| ------- | - | - | - | --- | --- | ---- | -- |
| США     | 5 | 5 | 0 | 520 | 316 | +204 | 10 |
| Іспанія | 5 | 4 | 1 | 387 | 333 | +54  | 9  |
| Канада  | 5 | 3 | 2 | 340 | 347 | -7   | 8  |
| Сербія  | 5 | 2 | 3 | 385 | 406 | −21  | 7  |
| КНР     | 5 | 1 | 4 | 371 | 428 | −57  | 6  |
| Сенегал | 5 | 0 | 5 | 309 | 482 | −173 | 5  |

| 7 серпня 2016 14:15 | Протокол | Сербія                                                  | 59–65 | Іспанія                                             |  | Молодіжна арена Глядачів: 2654 |
| 7 серпня 2016 14:15 | Протокол | Рахунок за чвертями: 18-19, 13-12, 13-15, 15-19         |       |                                                     |  | Молодіжна арена Глядачів: 2654 |
| 7 серпня 2016 14:15 | Протокол | Очки: Милованович 17 Підб.: Петрович 8 РП: А. Дабович 4 |       | Очки: Шаргай 15 Підб.: Ндур 12 РП: Палау, Торренс 5 |  | Молодіжна арена Глядачів: 2654 |

| 8 серпня 2016 14:15 | Протокол | Канада                                                    | 71–67 | Сербія                                               |  | Молодіжна арена Глядачів: 2377 |
| 8 серпня 2016 14:15 | Протокол | Рахунок за чвертями: 21–21, 11–19, 13–17, 26–10           |       |                                                      |  | Молодіжна арена Глядачів: 2377 |
| 8 серпня 2016 14:15 | Протокол | Очки: Нерс 25 Підб.: Рейнкок-Екунве 9 РП: Ланглуа, Нерс 5 |       | Очки: Милованович 19 Підб.: Пейдж 6 РП: А. Дабович 5 |  | Молодіжна арена Глядачів: 2377 |

| 10 серпня 2016 15:30 | Протокол | США                                             | 110–84 | Сербія                                                                |  | Молодіжна арена Глядачів: 2490 |
| 10 серпня 2016 15:30 | Протокол | Рахунок за чвертями: 31–21, 25–13, 28–27, 26–23 |        |                                                                       |  | Молодіжна арена Глядачів: 2490 |
| 10 серпня 2016 15:30 | Протокол | Очки: Торасі 25 Підб.: Чарлз 8 РП: Торасі 6     |        | Очки: 3 гравці по 15 Підб.: А. Дабович 5 РП: А. Дабович, М. Дабович 4 |  | Молодіжна арена Глядачів: 2490 |

| 12 серпня 2016 12:15 | Протокол | Сербія                                                      | 80–72 | КНР                                                         |  | Молодіжна арена Глядачів: 2219 |
| 12 серпня 2016 12:15 | Протокол | Рахунок за чвертями: 24–14, 16–20, 26–9, 14–29              |       |                                                             |  | Молодіжна арена Глядачів: 2219 |
| 12 серпня 2016 12:15 | Протокол | Очки: А. Дабович 23 Підб.: Пейдж, Петрович 8 РП: Петрович 6 |       | Очки: Сань Мен 16 Підб.: Хуан, Сань Мен 7 РП: 3 гравці по 3 |  | Молодіжна арена Глядачів: 2219 |

| 14 серпня 2016 15:30 | Протокол | Сенегал                                            | 88–95 | Сербія                                            |  | Молодіжна арена Глядачів: 3113 |
| 14 серпня 2016 15:30 | Протокол | Рахунок за чвертями: 15–27, 28–28, 23–21, 22–19    |       |                                                   |  | Молодіжна арена Глядачів: 3113 |
| 14 серпня 2016 15:30 | Протокол | Очки: Ас. Траоре 30 Підб.: Ас. Траоре 8 РП: Діуф 8 |       | Очки: Петрович 20 Підб.: Пейдж 8 РП: А. Дабович 8 |  | Молодіжна арена Глядачів: 3113 |

Чвертьфінал
| 16 серпня 2016 11:00 | Протокол | Австралія                                       | 71–73 | Сербія                                                  |  | Молодіжна арена Глядачів: 5630 |
| 16 серпня 2016 11:00 | Протокол | Рахунок за чвертями: 20–20, 17–15, 15–16, 19–22 |       |                                                         |  | Молодіжна арена Глядачів: 5630 |
| 16 серпня 2016 11:00 | Протокол | Очки: Кембідж 29 Підб.: Кембідж 11 РП: Тейлор 9 |       | Очки: А. Дабович 24 Підб.: 4 гравці по 4 РП: Петрович 5 |  | Молодіжна арена Глядачів: 5630 |

Півфінал
| 18 серпня 2016 15:00 | Протокол | Іспанія                                               | 68–54 | Сербія                                                          |  | Молодіжна арена Глядачів: 8 818 |
| 18 серпня 2016 15:00 | Протокол | Рахунок за чвертями: 20–9, 13–19, 20–10, 15–16        |       |                                                                 |  | Молодіжна арена Глядачів: 8 818 |
| 18 серпня 2016 15:00 | Протокол | Очки: Н’Дур, Торренс 14 Підб.: Ніколлс 12 РП: Палау 7 |       | Очки: Чаджо, Петрович 12 Підб.: Пейдж, Петрович 7 РП: Бутулія 3 |  | Молодіжна арена Глядачів: 8 818 |

Матч за бронзову медаль
| 20 серпня 2016 11:30 | Протокол | Франція                                        | 63–70 | Сербія                                               |  | Молодіжна арена Глядачів: 9039 |
| 20 серпня 2016 11:30 | Протокол | Рахунок за чвертями: 10–18, 17–9, 15–28, 21–15 |       |                                                      |  | Молодіжна арена Глядачів: 9039 |
| 20 серпня 2016 11:30 | Протокол | Очки: Мієм 18 Підб.: Якубу 10 РП: Епупа 4      |       | Очки: Милованович 18 Підб.: Пейдж 8 РП: А. Дабович 5 |  | Молодіжна арена Глядачів: 9039 |

## Веслування на байдарках і каное

### Спринт
Чоловіки
| Спортсмен                                                    | Дисципліна | Заїзди   | Заїзди | Півфінали | Півфінали | Фінал    | Фінал |
| Спортсмен                                                    | Дисципліна | Час      | Місце  | Час       | Місце     | Час      | Місце |
| ------------------------------------------------------------ | ---------- | -------- | ------ | --------- | --------- | -------- | ----- |
| Марко Новакович                                              | Б-1 200 м  | 34.938   | 3 Q    | 34.778    | 5 FB      | 37.415   | 13    |
| Деян Пажич                                                   | Б-1 1000 м | 3:36.884 | 4 Q    | 3:48.158  | 8 FB      | 3:40.502 | 15    |
| Небойша Груїч Марко Новакович                                | Б-2 200 м  | 31.776   | 2 Q    | 32.513    | 3 FA      | 32.656   | 6     |
| Марко Томичевич Миленко Зорич                                | Б-2 1000 м | 3:15.298 | 1 FA   | Bye       | Bye       | 3:10.969 | 2     |
| Марко Томичевич Миленко Зорич Деян Пажич Володимир Торубаров | Б-4 1000 м | 3:05.272 | 6 Q    | 2:59.636  | 3 FA      | 3:10.241 | 8     |

Жінки
| Спортсменка                                                              | Дисципліна | Заїзди   | Заїзди | Півфінали | Півфінали | Фінал            | Фінал            |
| Спортсменка                                                              | Дисципліна | Час      | Місце  | Час       | Місце     | Час              | Місце            |
| ------------------------------------------------------------------------ | ---------- | -------- | ------ | --------- | --------- | ---------------- | ---------------- |
| Олівера Молдован                                                         | Б-1 200 м  | 43.339   | 5 Q    | 42.123    | 7         | Завершила виступ | Завершила виступ |
| Далма Ружічіч-Бенедек                                                    | Б-1 500 м  | 1:54.048 | 5 Q    | 1:57.294  | 3 FA      | 1:55.095         | 7                |
| Ніколіна Молдован Міліца Старовіч                                        | Б-2 500 м  | 1:46.410 | 5 Q    | 1:46.008  | 6 FB      | 1:48.146         | 10               |
| Ніколіна Молдован Олівера Молдован Далма Ружічіч-Бенедек Міліца Старовіч | Б-4 500 м  | 1:39.316 | 7 Q    | 1:38.398  | 5 FB      | 1:42.818         | 14               |

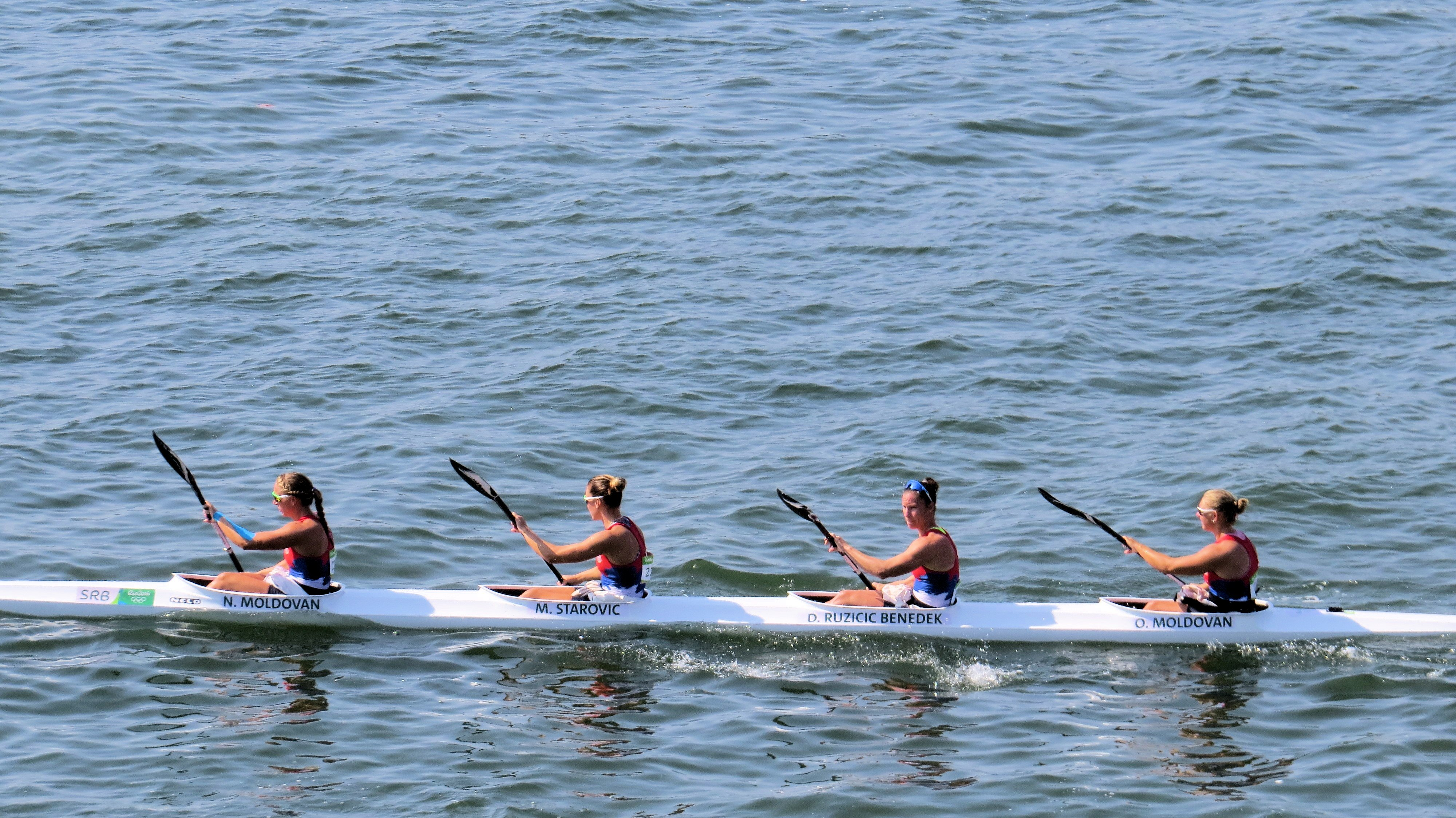
Сербські веслувальниці під час запливу на 500 метрів байдарок-четвірок.

Пояснення до кваліфікації: FA = Кваліфікувались до фіналу A (за медалі); FB = Кваліфікувались до фіналу B (не за медалі)

## Велоспорт

### Шосе
| Спортсмен   | Дисципліна                       | Час          | Місце        |
| ----------- | -------------------------------- | ------------ | ------------ |
| Іван Стевіч | Групова шосейна гонка (чоловіки) | Не фінішував | Не фінішував |

### Маунтінбайк
| Спортсмен        | Дисципліна          | Час          | Місце |
| ---------------- | ------------------- | ------------ | ----- |
| Йована Чрногорац | маунтінбайк (жінки) | LAP (2 laps) | 27    |

## Дзюдо
| Спортсмен         | Категорія           | 1/32 фіналу        | 1/16 фіналу           | 1/8 фіналу            | Чвертьфінали       | Півфінали          | Втішний поєдинок   | Фінал / БМ         | Фінал / БМ      |
| Спортсмен         | Категорія           | Суперник Результат | Суперник Результат    | Суперник Результат    | Суперник Результат | Суперник Результат | Суперник Результат | Суперник Результат | Місце           |
| ----------------- | ------------------- | ------------------ | --------------------- | --------------------- | ------------------ | ------------------ | ------------------ | ------------------ | --------------- |
| Александар Куколь | до 90 кг (чоловіки) | Bye                | Жганк (SLO) W 100–000 | Бакер (JPN) L 000–100 | Завершив виступ    | Завершив виступ    | Завершив виступ    | Завершив виступ    | Завершив виступ |

## Академічне веслування
| Спортсмен                        | Дисципліна              | Заїзди  | Заїзди | Втішний заплив | Втішний заплив | Півфінали | Півфінали | Фінал   | Фінал |
| Спортсмен                        | Дисципліна              | Час     | Місце  | Час            | Місце          | Час       | Місце     | Час     | Місце |
| -------------------------------- | ----------------------- | ------- | ------ | -------------- | -------------- | --------- | --------- | ------- | ----- |
| Ненад Бедік Мілош Васіч          | Чоловіки's pair         | DNF     | DNF    | 6:34.52        | 2 SA/B         | 6:31.00   | 5 FB      | 7:04.71 | 10    |
| Marko Marjanović Andrija Šljukić | парні двійки (чоловіки) | 7:07.29 | 4 R    | 6:20.62        | 3 SA/B         | 6:27.66   | 5 FB      | 7:03.13 | 10    |

Пояснення до кваліфікації: FA=Фінал A (за медалі); FB=Фінал B (не за медалі); FC=Фінал C (не за медалі); FD=Фінал D (не за медалі); FE=Фінал E (не за медалі); FF=Фінал F (не за медалі); SA/B=Півфінали A/B; SC/D=Півфінали C/D; SE/F=Півфінали E/F; QF=Чвертьфінали; R=Потрапив у втішний заплив

## Стрільба
Чоловіки
| Спортсмен          | Дисципліна                       | Кваліфікація | Кваліфікація | Фінал           | Фінал           |
| Спортсмен          | Дисципліна                       | Очки         | Місце        | Очки            | Місце           |
| ------------------ | -------------------------------- | ------------ | ------------ | --------------- | --------------- |
| Дімітріє Гргич     | Пневматичний пістолет, 10 м      | 579          | 9            | Завершив виступ | Завершив виступ |
| Дімітріє Гргич     | Пістолет, 50 м                   | 552          | 16           | Завершив виступ | Завершив виступ |
| Дамір Мікец        | Пневматичний пістолет, 10 м      | 575          | 25           | Завершив виступ | Завершив виступ |
| Дамір Мікец        | Пістолет, 50 м                   | 551          | 18           | Завершив виступ | Завершив виступ |
| Стеван Плетікосич  | Гвинтівка лежачи, 50 м           | 621.6        | 21           | Завершив виступ | Завершив виступ |
| Стеван Плетікосич  | Гвинтівка з трьох положень, 50 м | 1168         | 25           | Завершив виступ | Завершив виступ |
| Міленко Себич      | Пневматична гвинтівка, 10 м      | 620.0        | 33           | Завершив виступ | Завершив виступ |
| Міленко Себич      | Гвинтівка лежачи, 50 м           | 620.4        | 34           | Завершив виступ | Завершив виступ |
| Міленко Себич      | Гвинтівка з трьох положень, 50 м | 1172         | 11           | Завершив виступ | Завершив виступ |
| Мілутін Стефанович | Пневматична гвинтівка, 10 м      | 624.3        | 12           | Завершив виступ | Завершив виступ |

Жінки
| Спортсменка              | Дисципліна                       | Кваліфікація | Кваліфікація | Півфінал         | Півфінал         | Фінал            | Фінал            |
| Спортсменка              | Дисципліна                       | Очки         | Місце        | Очки             | Місце            | Очки             | Місце            |
| ------------------------ | -------------------------------- | ------------ | ------------ | ---------------- | ---------------- | ---------------- | ---------------- |
| Андреа Арсовіч           | Пневматична гвинтівка, 10 м      | 413.5        | 26           | Н/Д              | Н/Д              | Завершила виступ | Завершила виступ |
| Андреа Арсовіч           | Гвинтівка з трьох положень, 50 м | 573          | 28           | Н/Д              | Н/Д              | Завершила виступ | Завершила виступ |
| Зорана Аруновіч          | Пневматичний пістолет, 10 м      | 382          | 11           | Н/Д              | Н/Д              | Завершила виступ | Завершила виступ |
| Зорана Аруновіч          | пістолет, 25 м                   | 576          | 19           | Завершила виступ | Завершила виступ | Завершила виступ | Завершила виступ |
| Ivana Anđušić Maksimović | Пневматична гвинтівка, 10 м      | 415.4        | 12           | Н/Д              | Н/Д              | Завершила виступ | Завершила виступ |
| Ivana Anđušić Maksimović | Гвинтівка з трьох положень, 50 м | 578          | 19           | Н/Д              | Н/Д              | Завершила виступ | Завершила виступ |
| Бобана Величкович        | Пневматичний пістолет, 10 м      | 385          | 6 Q          | Н/Д              | Н/Д              | 96.4             | 7                |
| Бобана Величкович        | пістолет, 25 м                   | 576          | 21           | Завершила виступ | Завершила виступ | Завершила виступ | Завершила виступ |

## Плавання
| Спортсмен          | Дисципліна                           | Попередній заплив | Попередній заплив | Півфінал         | Півфінал         | Фінал            | Фінал            |
| Спортсмен          | Дисципліна                           | Час               | Місце             | Час              | Місце            | Час              | Місце            |
| ------------------ | ------------------------------------ | ----------------- | ----------------- | ---------------- | ---------------- | ---------------- | ---------------- |
| Чаба Сіладі        | 100 метрів брасом (чоловіки)         | 1:00.76           | 26                | Завершив виступ  | Завершив виступ  | Завершив виступ  | Завершив виступ  |
| Велімір Степанович | 100 метрів вільним стилем (чоловіки) | 49.24             | 32                | Завершив виступ  | Завершив виступ  | Завершив виступ  | Завершив виступ  |
| Велімір Степанович | 200 метрів вільним стилем (чоловіки) | 1:46.64           | 10 Q              | 1:47.28          | 13               | Завершив виступ  | Завершив виступ  |
| Велімір Степанович | 400 метрів вільним стилем (чоловіки) | 3:46.78           | 14                | Н/Д              | Н/Д              | Завершив виступ  | Завершив виступ  |
| Аня Цревар         | 200 метрів комплексом (жінки)        | 2:15.33           | 27                | Завершила виступ | Завершила виступ | Завершила виступ | Завершила виступ |
| Аня Цревар         | 400 метрів комплексом (жінки)        | 4:43.19           | 20                | Н/Д              | Н/Д              | Завершила виступ | Завершила виступ |
| Катаріна Сімоновіч | 200 метрів вільним стилем (жінки)    | 2:00.06           | 30                | Завершила виступ | Завершила виступ | Завершила виступ | Завершила виступ |
| Катаріна Сімоновіч | 400 метрів вільним стилем (жінки)    | 4:15.57           | 23                | Н/Д              | Н/Д              | Завершила виступ | Завершила виступ |

## Настільний теніс
| Спортсмен              | Дисципліна                  | Попередній раунд   | Раунд 1               | Раунд 2            | Раунд 3            | 1/8 фіналу         | Чвертьфінали       | Півфінали          | Фінал / БМ         | Фінал / БМ      |
| Спортсмен              | Дисципліна                  | Суперник Результат | Суперник Результат    | Суперник Результат | Суперник Результат | Суперник Результат | Суперник Результат | Суперник Результат | Суперник Результат | Місце           |
| ---------------------- | --------------------------- | ------------------ | --------------------- | ------------------ | ------------------ | ------------------ | ------------------ | ------------------ | ------------------ | --------------- |
| Aleksandar Karakašević | одиночний розряд (чоловіки) | Yan (AUS) W 4–2    | Drinkhall (GBR) L 1–4 | Завершив виступ    | Завершив виступ    | Завершив виступ    | Завершив виступ    | Завершив виступ    | Завершив виступ    | Завершив виступ |

## Тхеквондо
| Спортсмен        | Категорія           | 1/8 фіналу            | Чвертьфінали        | Півфінали              | Втішний поєдинок   | Фінал / БМ          | Фінал / БМ       |
| Спортсмен        | Категорія           | Суперник Результат    | Суперник Результат  | Суперник Результат     | Суперник Результат | Суперник Результат  | Місце            |
| ---------------- | ------------------- | --------------------- | ------------------- | ---------------------- | ------------------ | ------------------- | ---------------- |
| Тіяна Богданович | до 49 кг (жінки)    | Абакарова (AZE) W 3–2 | Wu Jy (CHN) W 17–7  | Маньяррез (MEX) W 10–0 | Bye                | Kim S-h (KOR) L 6–7 | 2                |
| Милиця Мандич    | понад 67 кг (жінки) | Skaar (NOR) W 8–2     | Волкден (GBR) L 0–5 | Завершила виступ       | Завершила виступ   | Завершила виступ    | Завершила виступ |

## Теніс

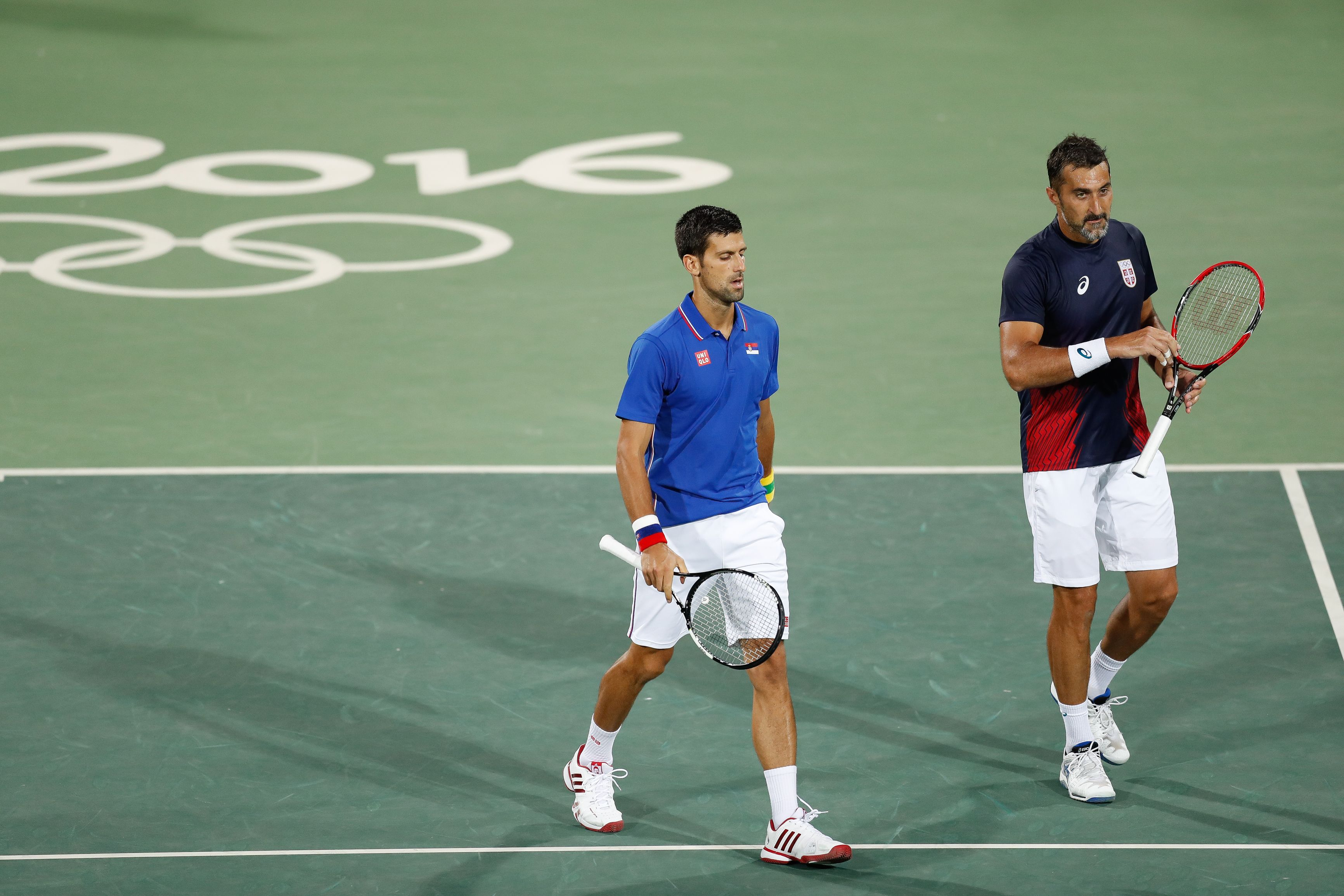
Новак Джокович і Ненад Зімоньїч в грі другого кола в парному розряді.

| Спортсмен                       | Дисципліна                  | 1/32 фіналу                                   | 1/16 фіналу                                   | 1/8 фіналу                                    | Чвертьфінали                                  | Півфінали                                     | Фінал / БМ                                    | Фінал / БМ                                    |
| Спортсмен                       | Дисципліна                  | Суперник Результат                            | Суперник Результат                            | Суперник Результат                            | Суперник Результат                            | Суперник Результат                            | Суперник Результат                            | Місце                                         |
| ------------------------------- | --------------------------- | --------------------------------------------- | --------------------------------------------- | --------------------------------------------- | --------------------------------------------- | --------------------------------------------- | --------------------------------------------- | --------------------------------------------- |
| Новак Джокович                  | одиночний розряд (чоловіки) | del Potro (ARG) L 6–7(4–7), 6–7(2–7)          | Завершив виступ                               | Завершив виступ                               | Завершив виступ                               | Завершив виступ                               | Завершив виступ                               | Завершив виступ                               |
| Віктор Троїцький                | одиночний розряд (чоловіки) | A Murray (GBR) L 3–6, 2–6                     | Завершив виступ                               | Завершив виступ                               | Завершив виступ                               | Завершив виступ                               | Завершив виступ                               | Завершив виступ                               |
| Новак Джокович Ненад Зімоньїч   | Парний розряд (чоловіки)    | Н/Д                                           | Чилич / Draganja (CRO) W 6–2, 6–2             | Мело / Соарес (BRA) L 4–6, 4–6                | Завершив виступ                               | Завершив виступ                               | Завершив виступ                               | Завершив виступ                               |
| Ана Іванович                    | одиночний розряд (жінки)    | Suárez Navarro (ESP) L 6–2, 1–6, 2–6          | Завершила виступ                              | Завершила виступ                              | Завершила виступ                              | Завершила виступ                              | Завершила виступ                              | Завершила виступ                              |
| Єлена Янкович                   | одиночний розряд (жінки)    | Withdrew on 7 August due to pectoralis injury | Withdrew on 7 August due to pectoralis injury | Withdrew on 7 August due to pectoralis injury | Withdrew on 7 August due to pectoralis injury | Withdrew on 7 August due to pectoralis injury | Withdrew on 7 August due to pectoralis injury | Withdrew on 7 August due to pectoralis injury |
| Александра Крунич               | одиночний розряд (жінки)    | Младенович (FRA) L 1–6, 4–6                   | Завершив виступ                               | Завершив виступ                               | Завершив виступ                               | Завершив виступ                               | Завершив виступ                               | Завершив виступ                               |
| Єлена Янкович Александра Крунич | Парний розряд (жінки)       | Н/Д                                           | Конта / Вотсон (GBR) L 2–6, 1–6               | Завершила виступ                              | Завершила виступ                              | Завершила виступ                              | Завершила виступ                              | Завершила виступ                              |

## Волейбол

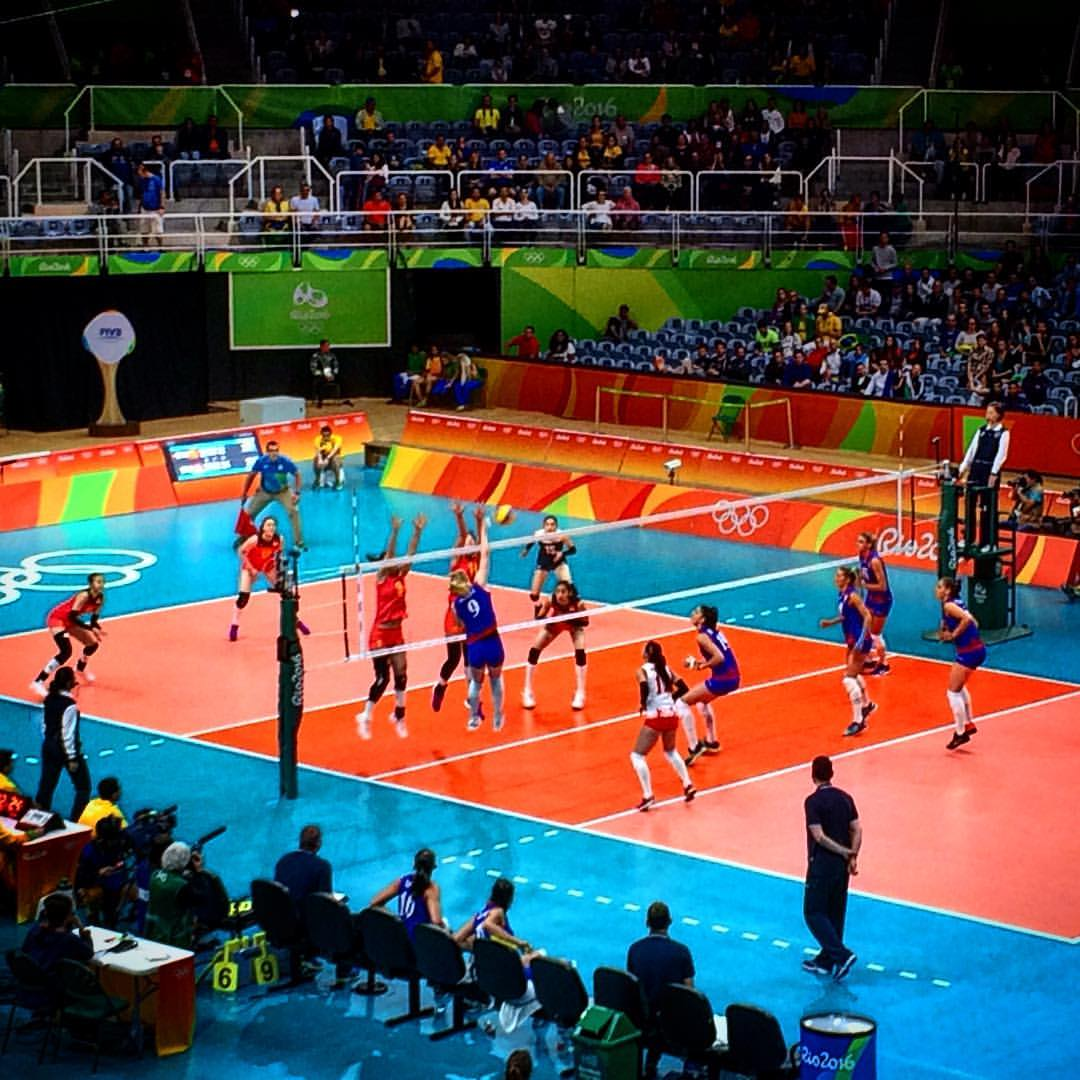
Гра групового етапу проти збірної Китаю

### У приміщенні

#### Жіночий турнір
Склад команди
Шаблон:Склад жіночої збірної Сербії з волейболу на літніх Олімпійських іграх 2016
Груповий етап
Шаблон:Підсумкова таблиця в групі B жіночого турніру з волейболу на літніх Олімпійських іграх 2016
Шаблон:Жіночий турнір з волейболу на літніх Олімпійських іграх 2016, гра B3
Шаблон:Жіночий турнір з волейболу на літніх Олімпійських іграх 2016, гра B6
Шаблон:Жіночий турнір з волейболу на літніх Олімпійських іграх 2016, гра B9
Шаблон:Жіночий турнір з волейболу на літніх Олімпійських іграх 2016, гра B10
Шаблон:Жіночий турнір з волейболу на літніх Олімпійських іграх 2016, гра B13
Чвертьфінал
Шаблон:Жіночий турнір з волейболу на літніх Олімпійських іграх 2016, гра C3
Півфінал
Шаблон:Жіночий турнір з волейболу на літніх Олімпійських іграх 2016, гра D2
Гонка за золоту медаль
Шаблон:Жіночий турнір з волейболу на літніх Олімпійських іграх 2016, гра E2

## Водне поло
Підсумок

Легенда:
- FT – Після основного часу.

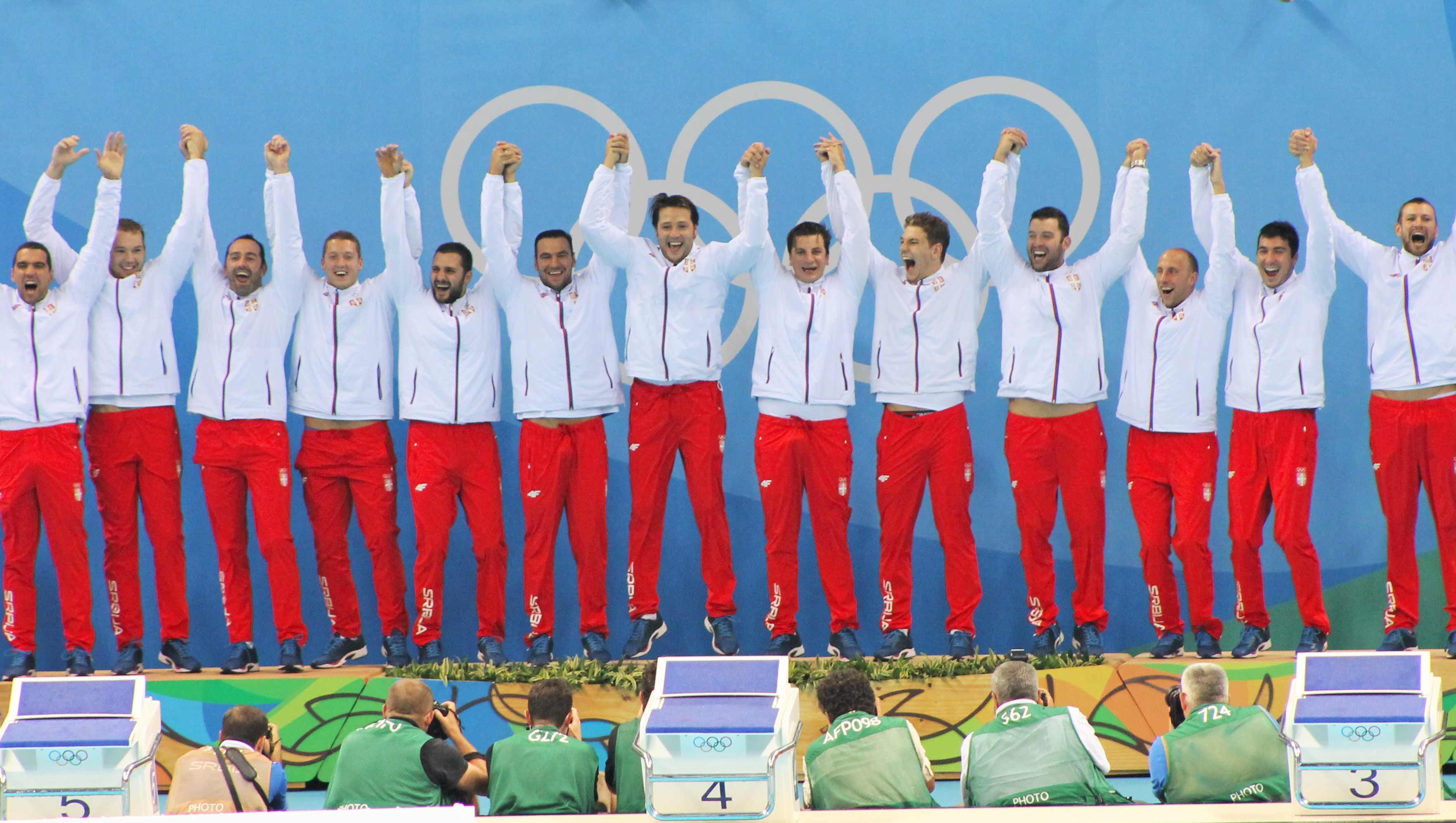
Чоловіча збірна Сербії з водного поло святкує перемогу у фіналі

- P – Долю матчу вирішила серія післяматчевих пенальті.

| Команда      | Дисципліна       | Груповий етап      | Груповий етап      | Груповий етап      | Груповий етап      | Груповий етап      | Груповий етап | Чвертьфінал        | Півфінал           | Фінал / БМ         | Фінал / БМ |
| Команда      | Дисципліна       | Суперник Результат | Суперник Результат | Суперник Результат | Суперник Результат | Суперник Результат | Місце         | Суперник Результат | Суперник Результат | Суперник Результат | Місце      |
| ------------ | ---------------- | ------------------ | ------------------ | ------------------ | ------------------ | ------------------ | ------------- | ------------------ | ------------------ | ------------------ | ---------- |
| Serbia men's | чоловічий турнір | Угорщина D 13–13   | Греція D 9–9       | Бразилія L 5–6     | Австралія W 10–8   | Японія W 12–8      | 4             | Іспанія W 10–7     | Італія W 10–8      | Хорватія W 11–7    | 1          |

### Чоловічий турнір
Склад команди
Шаблон:Склад чоловічої збірної Сербії з водного поло на літніх Олімпійських іграх 2016
Груповий етап
Шаблон:Підсумкова таблиця в групі A чоловічого турніру з водного поло на літніх Олімпійських іграх 2016
Шаблон:Чоловічий турнір з водного поло на літніх Олімпійських іграх 2016, гра A1
Шаблон:Чоловічий турнір з водного поло на літніх Олімпійських іграх 2016, гра A6
Шаблон:Чоловічий турнір з водного поло на літніх Олімпійських іграх 2016, гра A9
Шаблон:Чоловічий турнір з водного поло на літніх Олімпійських іграх 2016, гра A11
Шаблон:Чоловічий турнір з водного поло на літніх Олімпійських іграх 2016, гра A15
Чвертьфінал
Шаблон:Чоловічий турнір з водного поло на літніх Олімпійських іграх 2016, гра C4
Півфінал
Шаблон:Чоловічий турнір з водного поло на літніх Олімпійських іграх 2016, гра F2
Гонка за золоту медаль
Шаблон:Чоловічий турнір з водного поло на літніх Олімпійських іграх 2016, гра G2

## Боротьба
Легенда:
- VT – Перемога на туше.
- PP – Перемога за очками – з технічними очками в того, хто програв.
- PO – Перемога за очками – без технічних очок в того, хто програв.
- ST – Перемога за очками – без технічних очок в того, хто програв and a margin of victory of at least 8 (Greco-Roman) or 10 (freestyle) points.

Греко-римська боротьба
| Спортсмен      | Категорія | Кваліфікація       | 1/8 фіналу                | Чвертьфінал            | Півфінал                 | Repech1 років      | Втішний поєдинок 2      | Фінал / БМ              | Фінал / БМ |
| Спортсмен      | Категорія | Суперник Результат | Суперник Результат        | Суперник Результат     | Суперник Результат       | Суперник Результат | Суперник Результат      | Суперник Результат      | Місце      |
| -------------- | --------- | ------------------ | ------------------------- | ---------------------- | ------------------------ | ------------------ | ----------------------- | ----------------------- | ---------- |
| Християн Фрис  | до 59 кг  | Bye                | Тасмурадов (UZB) L 1–3 PP | Завершив виступ        | Завершив виступ          | Завершив виступ    | Завершив виступ         | Завершив виступ         | 13         |
| Давор Штефанек | до 66 кг  | Bye                | Томохіро (JPN) W 4–0 ST   | Stäbler (GER) W 3–1 PP | Болквадзе (GEO) W 5–0 VT | Bye                | Bye                     | Арутюнян (ARM) W 3–1 PP | 1          |
| Віктор Немеш   | до 75 кг  | Bye                | Турдієв (UZB) W 3–1 PP    | Мадсен (DEN) L 0–3 PO  | Завершив виступ          | Bye                | Абдевалі (IRI) L 1–3 PP | Завершив виступ         | 8          |